# Hotel Polski (Warschau)

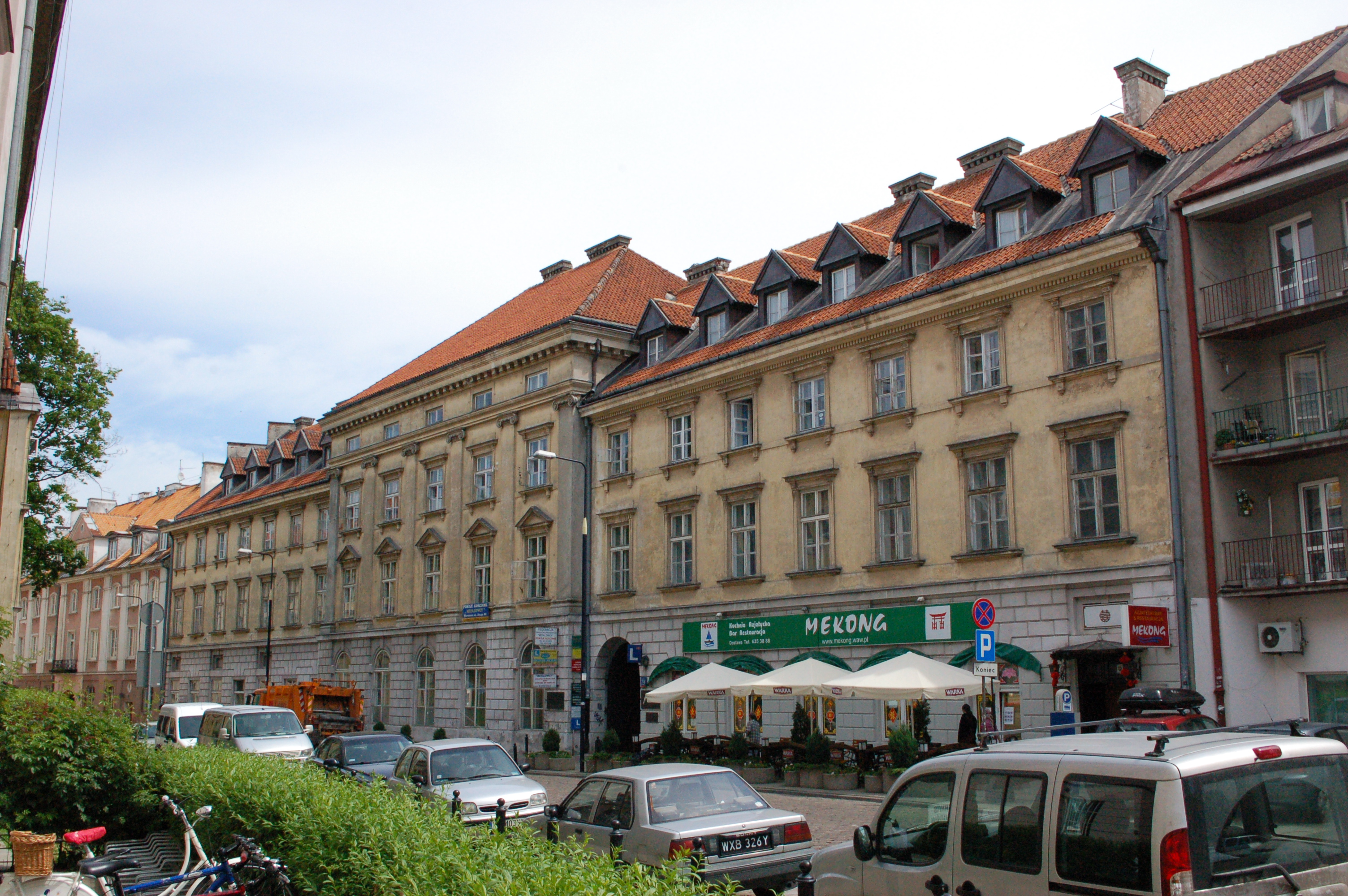
Das ehemalige Hotel in der Ulica Długa vom Westen aus

Das ehemalige Hotel Polski (deutsch: Polnisches Hotel) in Warschau bestand seit Beginn des 19. Jahrhunderts. Während des Zweiten Weltkriegs wurde das Hotel von den deutschen Besatzern genutzt, um hier wohlhabende Juden zu internieren, die sich ausländische Reisepässe gekauft hatten. Die Ermordung der meisten dieser Juden ist als die „Hotel-Polski-Affäre“ bekannt. Die Zeitschrift Spiegel bezeichnete die Aktion 1973 als „Warschauer Gestapofalle Hotel Polski“.

## Geschichte des Gebäudes
Das heutige Bauwerk basiert auf einem Herrenhaus aus dem 17. Jahrhundert. Dieses Gebäude wurde von 1762 bis 1784 in verschiedenen Abschnitten zu einem Palais für den Warschauer Bankier Fryderyk Kabrit umgestaltet. Vermutlich ab 1808 wurde das Gebäude als Hotel genutzt. Von 1816 bis 1819 wurde ein weiterer erheblicher Umbau – ebenfalls als Hotel – für Jan Nowakowski durchgeführt. 1944 brannte das Hotel im Rahmen der Kampfhandlungen des Warschauer Aufstandes aus und wurde dabei großteils zerstört. In den Jahren 1949 und 1950 wurde das Gebäude wiederaufgebaut. Heute befinden sich hier Wohnungen sowie Gewerberäume. Im westlichen Teil des Erdgeschosses wird derzeit ein asiatisches Restaurant betrieben.
Das Gebäude befindet sich in der Ulica Długa 29. Auf der gegenüberliegenden Straßenseite befindet sich ein heute von der Warschauer Universität genutztes Gebäude, der ehemalige Potkański-Palast. Schräg ostwärts gegenüber liegt der Palast zu den vier Winden.

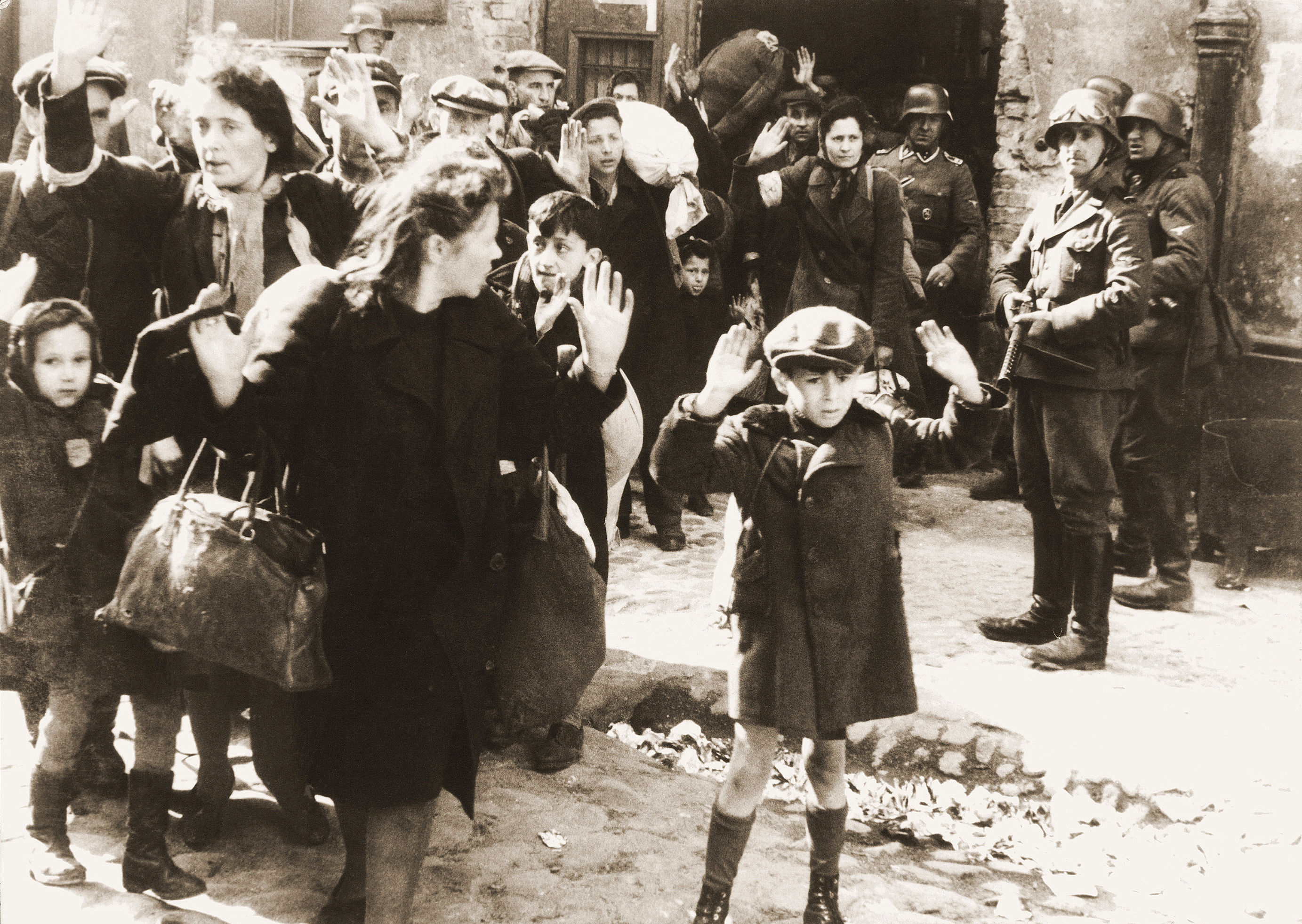
Das weltbekannte Foto des Jungen aus dem Warschauer Ghetto. Laut Tsvi Nussbaum, der der Junge zu sein glaubt, soll es vor dem Hotel Polski im Rahmen der „Heimschaffungsaktion“ aufgenommen worden sein.

## Hotel-Polski-Affäre
Die genauen Umstände um die Internierung jüdischer Polen im Hotel Polski sind bislang nicht geklärt. Vermutlich wurde sie als Teil der „Heimschaffungsaktion“ und mit dem Ziel des Austausches gegen deutsche Gefangene bei den Alliierten begonnen. Zu einem späteren Zeitpunkt diente die Aktion in Warschau wahrscheinlich auch der persönlichen Bereicherung von SS- und Gestapo-Kräften. Umstritten ist, ob die Aktion vor allem Juden im sogenannten „arischen“ Teil der Stadt außerhalb des Ghettos zwecks späterer Hinrichtung herauslocken sollte, oder ob die Antragsteller tatsächlich als „Austauschjuden“ abgeschoben werden sollten.
Ende des Jahres 1942 wurde von der deutschen Besatzungsmacht in Warschau angekündigt, Juden mit Staatsangehörigkeit neutraler Staaten ausreisen zu lassen. Jüdische Organisationen im In- und Ausland (u. a. der Schweiz) fälschten daraufhin Reisepässe vor allem südamerikanischer Staaten, um so einige Warschauer Juden vor der erwarteten Ermordung zu retten. Grundlage der Fälschungen waren oft die Originaldokumente bereits verstorbener ausländischer Juden. Im Mai 1943 verkauften jüdische Kollaborateure – vermutlich mit Billigung der Gestapo – solche Dokumente an reiche Juden in Verstecken außerhalb des Ghettos. Die Kollaborateure Skosowski und Zurawin sollen hierbei auf Befehl des Kommandeurs der Warschauer Sicherheitspolizei Ludwig Hahn tätig geworden sein. Unter den Kollaborateuren sollen prominente und damit glaubhafte jüdische Künstlerinnen gewesen sein, wie etwa die Sängerin Wiera Gran.
Rund 3.000 Juden stellten auf Basis der erhaltenen Dokumente Ausreiseanträge und wurden im Hotel Polski sowie zwei weiteren, kleineren Warschauer Hotels („Terminus“ und „Royal“) interniert. Ein Großteil der Hotelbewohner wurde nach einem mehrwöchigen Aufenthalt im Hotel in das deutsche Internierungslager in Vittel sowie das KZ Bergen-Belsen zwecks endgültiger Abschiebung transportiert. Am 15. Juli 1943 wurden die verbliebenen 300 bis 400 Juden, die keine Papiere hatten, im Warschauer Pawiak erschossen. Die in Vittel und Bergen-Belsen untergebrachten Juden konnten jedoch nicht ausreisen, da die südamerikanischen Behörden deren Ausweispapiere nicht anerkannten. Die Aufnahmeablehnung der Behörden lag teilweise an einer mangelnden Abstimmung mit den jeweils ausstellenden Konsulaten in Europa. In Folge wurden die Hotel-Polski-Juden mehrheitlich bis zum Oktober 1943 in das KZ Auschwitz verbracht und dort ermordet. Nur rund 350 von ihnen, die über palästinensische Papiere verfügten, überlebten.
Zu den Internierten im Hotel Polski gehörten Persönlichkeiten wie Jizchak Katzenelson, Menachem Kirszenbaum, Franciszka Mann und Jehoszua Perle. Die Leiter des Joint Distribution Committees in Warschau, David Guzik und Józef Gitler-Barski unterstützten die Idee der Ausreise zunächst. Später änderten sie ihre Ansicht, da sie die Gefahr einer Falle sahen. Beide überlebten den Krieg.